# The Banana Splits
The Banana Splits Adventure Hour (titulada El show de los Banana Splits en América y Los Banana Splits en España) o simplemente conocida como The Banana Splits es una serie de televisión estadounidense de una hora de duración que actúa como un espectáculo de variedades, presentando a los Banana Splits, una banda de rock ficticia compuesta por cuatro personajes animales con cascos rojos. Los presentadores del espectáculo son Fleegle (guitarra y voz), Bingo (batería y voz), Drooper (bajo y voz) y Snorky (teclado y efectos).
La serie fue producida por Hanna-Barbera, y duró dos temporadas con 31 episodios en NBC los sábados por la mañana desde el 7 de septiembre de 1968 hasta el 5 de septiembre de 1970, entrando en sindicación de 1971 a 1982. Los disfraces y el ambiente fueron diseñados por Sid y Marty Krofft mientras que la serie fue patrocinada por cereales Kellogg's. La serie presenta tanto acción en vivo como segmentos animados, y fue la primera serie de Hanna-Barbera en mezclar imágenes reales con animación.
Una adaptación cinematográfica de terror titulada The Banana Splits Movie fue estrenada el 18 de julio de 2019, recibiendo críticas generalmente positivas.

## Historia
En 1967, William Hanna y Joseph Barbera se acercaron a Sid y Marty Krofft para diseñar disfraces para una serie de televisión que presentaría segmentos animados y de acción en vivo, siendo presentada por un grupo de «bubblegum rock» conformado por personajes antropomórficos . El formato del programa está basado libremente en la serie de televisión de Rowan & Martin's Laugh-In, con los personajes apareciendo en un episodio de ese programa. The Banana Splits se estrenó en la cadena de televisión NBC el 7 de septiembre de 1968. En su autobiografía, Barbera dijo que, originalmente, la serie se llamaría The Banana Bunch, pero no se pudo obtener el permiso del autor de un libro infantil con el mismo título.
Los hermanos Krofft dan crédito al éxito de la serie por abrir la puerta a su propia serie de televisión, H.R. Pufnstuf. La cadena NBC obtuvo la serie de los Krofft, que fue lanzada durante un especial de una hora organizado por los Banana Splits el 30 de agosto de 1969.
El segmento de acción en vivo de la serie, La isla del peligro (una serie de aventuras), así como la serie de corta duración parte acción en vivo, parte animada, Micro aventuras, que consta de solo cuatro episodios, se transmitió junto a los segmentos animados de Los caballeros árabes y Los tres mosqueteros. Los actores Jan-Michael Vincent (acreditado como Michael Vincent) y Ronne Troup aparecieron en el componente de acción en vivo de La isla del peligro. Todo el material de acción en vivo filmado para la primera temporada de la serie, incluyendo los segmentos de The Banana Splits y La isla del peligro, fue dirigido por Richard Donner.

## Sinopsis
Cada espectáculo representa una reunión del "Club de los Banana Splits", presentando las aventuras de los cuatro miembros del club — Fleegle, Bingo, Drooper y Snorky —, que actúan como un cuarteto musical, con la intención de recordar a The Monkees. Los segmentos de los Banana Splits, que incluyen canciones de la semana y «sketches» cómicos, sirvieron como enfoques para una serie de segmentos individuales.
Para la primera temporada, algunos de los segmentos de acción en vivo, específicamente aquellos utilizados durante los segmentos musicales, fueron filmados en Six Flags Over Texas, un parque de diversiones ubicado en Arlington, Texas. Para la segunda temporada, la filmación tuvo lugar en el parque de diversiones de Coney Island en Cincinnati, Ohio; en muchos episodios, los Banana Splits son vistos montando en diversas atracciones de ambos parques.
También son presentados los «Banana Buggies», mencionados en el tema principal de la serie. Estos son vistos siendo conducidos por los Banana Splits en los segmentos de apertura y cierre de la serie, y ocasionalmente también en los vídeos musicales. Los «Buggies» fueron vehículos todoterreno personalizados con tracción de seis ruedas similares a los Artés Gato Montés, cada uno decorado para parecerse al personaje que los conduce.
The Banana Splits fue una de las primeras dos series de televisión de Hanna-Barbera en las que William Hanna y Joseph Barbera recibieron créditos de productores ejecutivos, la otra serie fue Las nuevas aventuras de Huckleberry Finn; Edward Rosen trabajó como productor en ambas series. Sin embargo, ellos no asumirían el título a tiempo completo por otros cinco años. Esta serie de Hanna-Barbera también fue una de las primeras series infantiles en usar risas grabadas.

## Personajes

### Principales
- Fleegle: un perro beagle de color marrón verdoso que lleva una corbata de lazo roja, botones negros, zapatos de color naranja y una lengua sobresaliente, causándole un ceceo al hablar. Su ocupación es tocar la guitarra y cantar mientras que sus actos en el programa principal incluyen dirigir las reuniones del club y recoger sobres de un buzón de correo.
  - Interpretado por Jeff Winkless (serie original de 1968 a 1970), Ginner Whitecombe (nueva versión de 2008) y Terry Sauls (película de terror de 2019) ; expresado por Paul Winchell (serie original de 1968 a 1970), Bill Farmer (nueva versión de 2008) y Eric Bauza (película de terror de 2019).
- Bingo: un gorila de color naranja con gafas blancas, un chaleco amarillo y una sonrisa exponiendo sus dientes. Su ocupación es tocar la batería y cantar mientras que sus actos son responder acertijos preguntados por Fleegle.
  - Interpretado por Terence H. Winkless (serie original de 1968 a 1970), Casey Hadfield (nueva versión de 2008) y Buntu Plam (película de terror de 2019); expresado por Daws Butler (serie original de 1968 a 1970), Bill Farmer (nueva versión de 2008) y Eric Bauza (película de terror de 2019).
- Drooper: un león con gafas de color naranja amarillento, puños en los pies y un acento sureño al estilo de Michael Nesmith. Su ocupación es tocar el bajo y cantar mientras que sus actos incluyen tratar de vaciar un contenedor de basura que, automáticamente, arroja su contenido y responder correos de fanáticos ficticios.
  - Interpretado por Dan Winkless (serie original de 1968 a 1970), Adam Grubner (nueva versión de 2008) y Kori Clarke (película de terror de 2019); expresado por Allan Melvin (serie original de 1968 a 1970), Carlos Alazraqui (nueva versión de 2008) y Eric Bauza (película de terror de 2019).
- Snorky: un elefante mudo con gafas de color rosado y un chaleco verde con rayas amarillas. Se comunica a través de sonidos de bocinas, con uno de los Banana Splits traduciendo lo que está diciendo. Su ocupación es tocar el teclado y encargarse de los efectos de sonido mientras que sus actos incluyen usar una aspiradora.
  - Interpretado por James "Jimmy" Dove (serie original de 1968 a 1970), Robert Towers (nueva versión de 2008) y Brandon Vraagom (película de terror de 2019).

### Secundarios
- Banana Vac: una cabeza de alce de color azul con cabello castaño y bombillas en la cabeza. Se encuentra colgado sobre la entrada de la casa club haciendo diferentes comentarios y, a menudo, ayuda a los Banana Splits a presentar el segmento; el personaje fue expresado por Allan Melvin.
- Reloj cucú: un reloj con una cabeza de pájaro de color azul y amarillo en su interior que dará un comentario sarcástico a la pregunta "¿Qué hora es?"; el personaje fue expresado por Paul Winchell.
- Goofy Gopher: una ardilla de tierra que viva en una maceta; el personaje fue expresado por Paul Winchell.
- Uvas amargas: un grupo de niñas humanas silenciosas que se llaman Charley. Ellas se turnan para traer una nota escrita a los Banana Splits; también bailarían una canción con los personajes. En la primera temporada, el 5 de octubre de 1968, una canción titulada "Doin' the Banana Split" debutó con las cinco chicas apareciendo junto con los presentadores,

## Segmentos
- Los caballeros árabes: El príncipe Turhan (expresado por Jay North), su prima, la princesa Nida (expresada por Shari Lewis) y sus aliados, el mago Fariik (expresado por John Stephenson), el musculoso Raseem (expresado por Frank Gerstle), su burro Zazuum (expresado por Don Messick), y el cambiaformas Bez (expresado por Henry Corden) trabajan para liberar a Persia del malvado sultán oscuro, Bakaar (expresado por John Stephenson) y su ejecutor Vangore (expresado por Paul Frees).
- Los tres mosqueteros: Basada en la novela del mismo nombre, la serie sigue a Athos (expresado por Jonathan Harris), Porthos (expresado por Barney Phillips), Aramis (expresado por Don Messick) y D'Artagnian (expresado por Bruce Watson) participando en nuevas aventuras luchando contra los enemigos del rey Luis XIV de Francia (expresado por Don Messick) y la reina Ana de Austria (expresada por Julie Bennett). A veces, ellos son asistidos por la criada de la reina, Lady Constance Bonacieux (expresada por Julie Bennett) y su joven sobrino Tooly (expresado por Teddy Eccles).
- La isla del peligro: El único segmento de acción en vivo del programa. Esta serie de aventura muestra al arqueólogo profesor Irwin Hayden (interpretado por Frank Aletter), su asistente Lincoln "Link" Simmons (interpretado por Jan-Michael Vincent) y su hija Leslie (interpretada por Ronne Troup) teniendo aventuras en una cadena de islas sin nombre con un marinero naufrago llamado Elihu Morgan (interpretado por Rockne Tarkington) y su compañero Chongo (interpretado por Kim Kahana) mientras evitan a un grupo de piratas modernos pero fuertemente armados liderados por el capitán Mu-Tan (interpretado por Victor Eberg).
- Micro aventuras: un segmento de cuatro episodios donde el profesor Carter (expresado por Don Messick) y sus hijos Jill (expresada por Patsy Garrett) y Mike (expresado por Tommy Cook) utilizan una máquina de encogimiento para encogerse a sí mismos y a su vehículo en tamaños miniatura para explorar y experimentar el mundo desde la perspectiva de un insecto.

En la segunda temporada, el segmento de Los tres mosqueteros fue reemplazado por episodios repetidos de Osos montañeses, un segmento de dibujos animados que apareció previamente en la serie de La hormiga atómica (transmitida de 1965 a 1968). En estas repeticiones, se transmitieron episodios de La hormiga atómica, Inspector ardilla, Las aventuras de Gulliver y Las nuevas aventuras de Huckleberry Finn.

## Sindicación
The Banana Splits entró en sindicación en 1971 a estaciones locales pero con varias otras series en conjunto, que fueron colocadas bajo el estandarte de los Banana Splits. Todos los episodios entraron en sindicación en este conjunto tal como se presentó, pero varias otras series como Las nuevas aventuras de Huckleberry Finn, La hormiga atómica, Inspector ardilla y Las aventuras de Gulliver también se distribuyeron bajo este estandarte.
En Las aventuras de Huckleberry Finn, sonó la apertura de The Banana Splits y uno de ellos diría: "Los Banana Splits presentan Las aventuras de Huckleberry Finn". Después de los comerciales, la serie terminaría con sus créditos finales originales al final; lo mismo sucedió con Las aventuras de Gulliver, excepto que los Banana Splits aparecerían por unos segundos diciendo: "Y ahora, Gulliver", con los créditos finales de The Banana Splits aún funcionando con eso.
Para La hormiga atómica, los Banana Splits primero dirían "Los Banana Splits presentan a La hormiga atómica" al final de la apertura. Luego, después de cada corte comercial, ellos organizarían cada una de las tres caricaturas que consistían en La hormiga atómica, Lindo pulgoso y Osos montañeses, con sus créditos finales tocando de fondo. En Inspector ardilla, sonaría la canción de apertura de The Banana Splits, con uno de ellos diciendo: "Los Banana Splits presentan Inspector ardilla"; ellos serían los presentadores de cada una de sus tres caricaturas, incluyendo Inspector ardilla, Pulpo manotas y Bruja tonta; los créditos finales de The Banana Splits seguirían tocando en estos segmentos.
La mayoría de las estaciones sintonizaban cada episodio una vez por semana; probablemente, siendo sindicado en conjunto debido al número limitado de episodios de cada serie. Estos se transmitieron de esta manera en las estaciones locales a lo largo de los años 70 y a inicios de los 80. Después del lanzamiento del canal Cartoon Network, las series se transmitieron por sí solas e independientemente entre sí.

## Música
La canción principal de la serie, titulada "The Tra La La Song (One Banana, Two Banana)", fue acreditada a ser escrita por Ritchie Adams y Mark Barkan, pero eso fue meramente contractual. De hecho, fue escrita por Nelson B. Winkless, Jr. en el piano vertical de su sala de estar — un tipo de piano que también generó el «jingle» de Snap, Crackle, Pop de cereales Kellogg's, entre otros —. Adams y Barkan fueron los directores musicales de la serie mientras que la canción fue lanzada como un sencillo, atribuido a los Banana Splits, alcanzando el puesto número 96 del Billboard Hot 100 en febrero de 1969. La versión incluida en el álbum de "We're the Banana Splits" es la misma grabación que se escuchó al comienzo de la serie, mientras que la versión individual es una grabación completamente diferente de la canción, con un verso adicional.
El género «bubblegum pop» y «rock and roll» de los Banana Splits fue proporcionado por profesionales del estudio, entre ellos Joey Levine ("I Enjoy Being a Boy", "It's a Good Day for a Parade"); Al Kooper ("You're the Lovin' End"); Barry White ("Doin' the Banana Split"); Gene Pitney ("Two Ton Tessie") y Jimmy Radcliffe, quienes proporcionaron sus canciones ("I'm Gonna Find a Cave", "Soul", "Don't Go Away Go-Go Girl", "Adam Had 'Em" y "The Show Must Go On"), pero no contribuyeron con las voces a las grabaciones de los Banana Splits.
El director musical era el editor musical Aaron Schroeder, mientras que los trabajos de producción era principalmente de David Mook. Cuando se necesitaba una voz más fuerte de «rhythm and blues», los productores de música generalmente recurrían al cantante Ricky Lancelotti, a quien se le atribuyeron los créditos de la serie bajo su nombre artístico Rick Lancelot. Lancelotti grabó varias canciones con Frank Zappa. En 1968, The Banana Splits lanzó un álbum en Decca Records titulado "We're the Banana Splits".
El 25 de junio de 2019, The New York Times Magazine incluyó a The Banana Splits entre cientos de artistas cuyo material fue destruido en el incendio de Universal Studios de 2008.

### Versiones
La banda de «punk rock» estadounidense, The Dickies, creó una versión de la canción principal de The Banana Splits en 1978, titulada "Banana Splits (Tra La La Song)". Su grabación alcanzó el puesto número 7 en las listas del Reino Unido y ahora aparece como una bonificación en la reedición en CD de su álbum de 1979, The Incredible Shrinking Dickies. Ellos todavía realizan una interpretación en vivo de la canción en casi todos sus conciertos; esta versión también apareció en la banda sonora de la película Kick-Ass, durante la escena de la lucha brutalmente violenta de Hit-Girl.
En el álbum homenaje de 1995, Saturday Morning: Cartoons' Greatest Hits, producido por Ralph Sall para MCA Records, se incluye una versión de la canción principal de la serie, interpretada por Liz Phair con la banda Material Issue. Otra interpretación fue realizada por la personalidad musical C.C. Banana en el álbum homenaje de dibujos animados de 2005, Complete Balanced Breakfast.
Una versión de "Don't Go Away Go-Go Girl" de la banda de «pop punk» The Mr. T Experience fue creada en el álbum homenaje de 1993, Banana Pad Riot, y sus lanzamientos en CD, Big Black Bugs Bleed Blue Blood y Our Bodies Our Selves. El lanzamiento de 1998, "Sub Pop 200" incluyó una versión de "I'm Gonna Find a Cave" retitulada "Gonna Find a Cave" de la banda Girl Trouble. "Sub Pop 200" presentó grabaciones de muchas bandas que pronto serían notables, como Nirvana, Green River, Mudhoney, Soundgarden, entre otros, de la explosión de música «grunge» que le siguió.
El músico Ralph Covert, quien graba música infantil bajo el nombre grupal de Ralph's World, interpretó una versión del tema principal de la serie bajo el título de "The Banana Splits (The Tra La La Song)" en su álbum de 2001, At the Bottom of the Sea.
Una afirmación inusual es que la canción pudo haber inspirado a Bob Marley, con la sorprendente similitud entre el coro y el puente del tema principal con la canción de Bob Marley & The Wailers, "Buffalo Soldier". En 2010, una historia de BBC examinó el caso.
La banda de rock alternativo, They Might Be Giants, creó una versión de "I Enjoy Being A Boy (In Love With You)", lanzada como parte de su podcast. La banda de «garage rock», 45 Spider, interpretó una versión de "I'm Gonna Find a Cave" para Underground Garage.
Patrick Stump, vocalista de Fall Out Boy, creó una versión roquera del tema principal, siendo presentada en los créditos finales de la adaptación cinematográfica de la serie, The Banana Splits Movie.

## Medios caseros
El 21 de septiembre de 2009, Warner Home Video lanzó la primera temporada completa de la serie en DVD. El conjunto de seis discos consta de 36 episodios de media hora de duración de The Banana Splits, que fue emitido en Cartoon Network y Boomerang; la serie también fue lanzada a través de VHS.

### Cómics
Las aventuras de los Banana Splits continuaron en los cómics; Gold Key comenzó a publicar una versión en cómic en 1969, lanzando ocho números hasta 1971. Dibujadas por Jack Manning, estas historias seguían a los Banana Splits tratando de buscar trabajo o participar en conciertos.
El 29 de marzo de 2017, los Banana Splits tuvieron un crossover con el Escuadrón Suicida en Suicide Squad/Banana Splits #1.

## Otros proyectos

### Telefilme
Hanna-Barbera Productions produjo una película para televisión titulada The Banana Splits in Hocus Pocus Park, que mezcló acción en vivo con animación y fue transmitida el 25 de noviembre de 1972 en el canal ABC.

### Nueva versión de 2008
En agosto de 2008, Warner Bros. Consumer Products anunció un lanzamiento multiplataforma con nuevos cortometrajes cómicos y vídeos musicales, incluyendo una nueva serie de televisión presentando a los Banana Splits; la serie debutó en Cartoon Network a partir del 2 de septiembre de 2008, incluyendo un espectáculo en vivo y un sitio web, así como un CD y un DVD con trece nuevas canciones, lanzadas por Universal Records. Además, un área con temática infantil llamada Banana Splitsville fue colocada en Myrtle Beach, Carolina del Sur, en el parque de diversiones de Hard Rock Park, que más tarde se convirtió en el parque temático de Freestyle Music Park antes de cerrar permanentemente en 2009.

### Adaptación cinematográfica de terror de 2019
Artículo principal: The Banana Splits Movie
El 19 de febrero de 2019, Blue Ribbon Content, división de Warner Bros. Television Group, anunció que estaba colaborando con Blue Ice Pictures para producir una adaptación cinematográfica de la serie de televisión de The Banana Splits, tomando lugar en un escenario de horror. Danishka Esterhazy fue contratada para dirigir la película, basándose en un guion escrito por Jed Elinoff y Scott Thomas. El 13 de junio de 2019, Syfy Wire lanzó el tráiler oficial de la película.
La historia sigue a una familia asistiendo a una grabación en vivo de la serie de televisión de The Banana Splits, en la que los personajes son animatrónicos con inteligencia artificial. Sin embargo, pronto intentarán sobrevivir cuando Fleegle, Bingo, Drooper y Snorky sufren un fallo de programación al enterarse de la cancelación de la serie, comenzando una sangrienta oleada de asesinatos alrededor del estudio de filmación. The Banana Splits Movie fue estrenada el 18 de julio de 2019 en la Comic-Con de San Diego, recibiendo críticas generalmente de mixtas a negativas. Varias de esas críticas negativas trataban de que manchaban la imagen de los Banana Splits.